# Max Herrmann-Neisse
Max Herrmann-Neiße (ou Max Herrmann-Neisse, de son vrai nom Max Herrmann), né le 23 mai 1886 à Neisse et mort le 8 avril 1941 à Londres, est un écrivain allemand.

## Biographie

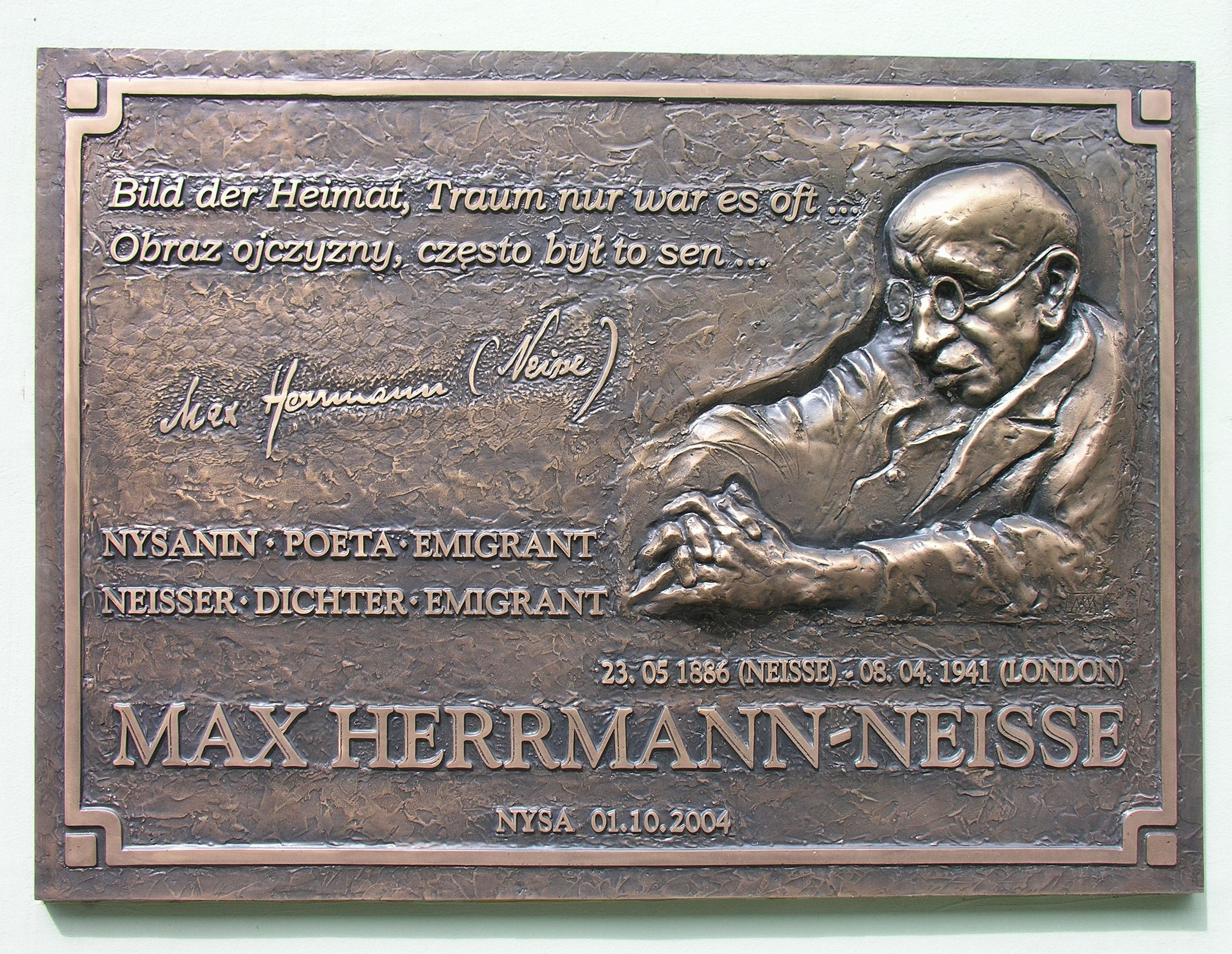
Plaque en hommage à Max Herrmann-Neisse, à Neisse.

Enfant, Max Herrmann compose de nombreux poèmes et des pièces de théâtre. Il se lie d'amitié avec Franz Jung. Atteint de nanisme, il est souvent malade.
De 1905 à 1909, il étudie à Wrocław et à Munich l'histoire de l'art et de la littérature. À Munich, il fréquente la bohème dans les cabarets et les revues. En 1909, il quitte l'université sans diplôme, retourne à Neisse pour vivre de son écriture. Après quelques publications peu remarquées, ses poèmes paraissent en 1911 dans les journaux Die Aktion et Pan. Il se fait connaître rapidement.
Son premier recueil de poèmes Sie und die Stadt paraît en 1914.
Durant la Première Guerre mondiale, son père meurt en 1916 et sa mère se noie dans la Nysa Kłodzka en 1917. En mars 1917, il fait la connaissance de Leni Gebek, originaire de Neisse, qu'il épouse au mois de mai à Berlin. Franz Jung, qui fréquente les cercles socialistes et anarchistes, les y introduit.
Il décide de signer en ajoutant le nom de sa ville natale.

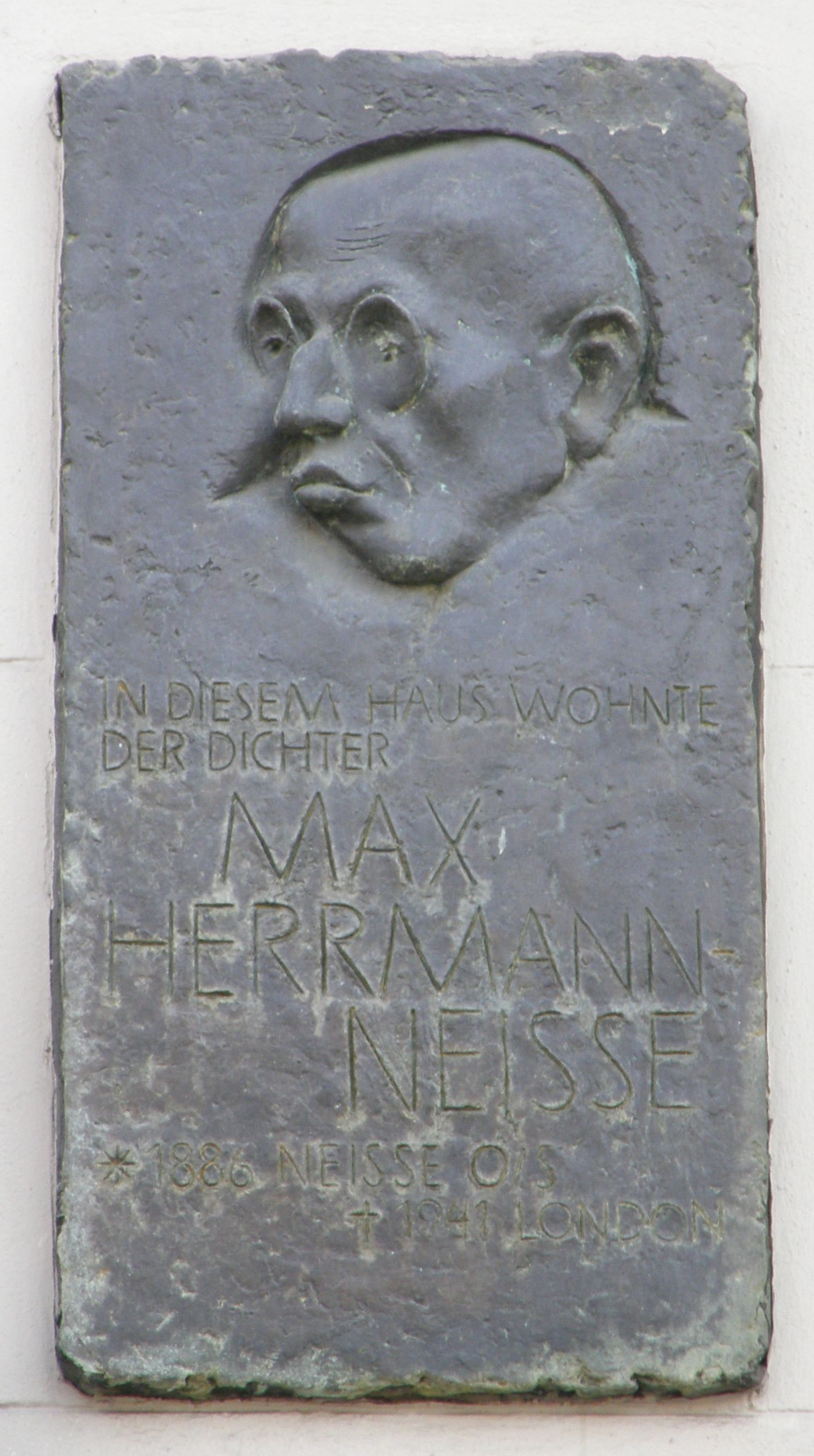
Plaque en hommage à Max Herrmann-Neisse à Berlin.

En 1919, il publie trois recueils de poèmes et une pièce de théâtre Albine und Aujust, montée la même année, qui sont bien accueillis par les critiques de Else Lasker-Schüler et d'Oskar Loerke. Ne gagnant pas assez pour ne vivre que de son écriture, il est aussi journaliste et correcteur dans l'édition.
Dans les années 1920, il commence à écrire des histoires sous forme de nouvelles et autres proses. Il publie en 1920 un roman autobiographique, Cajetan Schaltermann. Alors que la plupart de ses textes étaient influencés par l'expressionnisme, en 1925, son recueil de nouvelles Die Begegnung montre son intérêt pour la nouvelle objectivité. Il commence à présenter ses textes dans les cabarets et fait la connaissance de Claire Waldoff et Alfred Polgar. Il devient célèbre à Berlin. De nombreux artistes, comme George Grosz, font son portrait.
Après l'incendie du Reichstag en février 1933, Max Herrmann-Neiße et sa femme partent pour la Suisse, puis en France et aux Pays-Bas, enfin à Londres, où ils s'installent en septembre. Le joailler Alphonse Sondheimer prend en charge leur logement. En 1936, il publie une anthologie, Um uns die Fremde.
Fin 1933, il fonde avec Lion Feuchtwanger, Rudolf Olden et Ernst Toller, le PEN club en exil. Il reste cependant isolé à Londres.
Après le retrait de sa nationalité allemande en 1938, il ne parvient pas à devenir citoyen français. Durant son exil, il se consacre davantage à l'écriture où il exprime ses sentiments sur cet isolement ou sur la liaison de sa femme avec Alphonse Sondheimer (qu'elle épousera après la mort de l'écrivain).
Max Herrmann-Neiße meurt d'une crise cardiaque en avril 1941. Il est enterré au East Finchley Cemetery (en).

## Postérité
Sa femme Leni fait publier tous ses textes jusqu'à son suicide en 1960 après la mort de son second époux.
Comme beaucoup d'écrivains de son époque, Max Herrmann-Neiße est oublié. On le redécouvre et le réédite durant les années 1980.
En 2010, le groupe de métal Heaven Shall Burn compose une chanson d'après un de ses poèmes.

## Œuvre
- Ein kleines Leben. Gedichte und Skizzen, 1906
- Das Buch Franziskus, 1911
- Porträte des Provinztheaters. Sonette, 1913
- Sie und die Stadt, 1914
- Empörung, Andacht, Ewigkeit. Gedichte, 1918
- Die Bernert-Paula. Ein Roman, 1918
- Verbannung. Ein Buch Gedichte, 1919
- Die Preisgabe. Gedichte, 1919
- Joseph der Sieger. Drei Bilder, 1919 (publié ensuite sous le titre Albine und Aujust)
- Die Laube der Seligen. Eine komische Tragödie, 1919
- Cajetan Schaltermann, 1920
- Hilflose Augen. Prosadichtungen, 1920
- Der Flüchtling, 1920
- Der letzte Mensch. Eine Komödie vor Weltuntergang, 1922
- Die bürgerliche Literaturgeschichte und das Proletariat, 1922
- Im Stern des Schmerzes. Ein Gedichtbuch, 1924
- Die Begegnung. Vier Erzählungen, 1925
- Der Todeskandidat. Erzählung, 1927
- Einsame Stimme. Ein Buch Gedichte, 1927
- Abschied. Gedichte, 1928
- Musik der Nacht. Gedichte, 1932
- Ein deutscher Dichter bin ich einst gewesen. Gedichte, 1934
- Um uns die Fremde. Gedichte, 1936
- Letzte Gedichte[1], Londres, 1941